# Franklin Pangborn
Pour les articles homonymes, voir Pangborn.
Franklin Pangborn est un acteur américain né à Newark, New Jersey le 23 janvier 1889, mort à Santa Monica, Californie le 20 juillet 1958.

## Filmographie partielle
- 1926 : Exit Smiling de Sam Taylor
- 1927 : Finger Prints de Lloyd Bacon
- 1927 : Si nos maris s'amusent (Cradle Snatchers) de Howard Hawks
- 1928 : En cour d'assises (On Trial) de Archie Mayo
- 1929 : Le Lys du faubourg (Lady of the Pavements) de D. W. Griffith
- 1930 : Son homme (Her Man) de Tay Garnett : Sport
- 1933 : Sérénade à trois (Design for Living) d'Ernst Lubitsch : Mr Douglas
- 1933 : Professional Sweetheart de William A. Seiter
- 1933 : La Revanche du cœur (Bed of Roses) de Gregory La Cava
- 1933 : Grand Bazar (Sweepings) de John Cromwell (non crédité)
- 1935 : Le Chanteur de Broadway (King Kelly of the U.S.A.) de Leonard Fields
- 1935 : 1,000 Dollars a Minute d'Aubrey Scotto
- 1936 : L'Extravagant Mr. Deeds de Frank Capra : Le Tailleur
- 1936 : Le Rêve de sa vie (Give Us This Night) d'Alexander Hall : le secrétaire de Forcellini
- 1937 : Trompette Blues (Swing High, Swing Low) de Mitchell Leisen : Henri
- 1937 : Pension d'artistes (Stage door) de Gregory La Cava : Harcourt
- 1937 : La Vie facile (Easy Living) de Mitchell Leisen : Van Buren
- 1938 : Mam'zelle vedette (Rebecca of Sunnybrook Farm) : Hamilton Montmarcy
- 1938 : Trois Souris aveugles (Three Blind Mice) de William A. Seiter
- 1938 : La Huitième Femme de Barbe-Bleue (Bluebeard's Eighth Wife) d'Ernst Lubitsch : L'assistant du directeur d'hôtel
- 1938 : Doctor Rhythm de Frank Tuttle
- 1938 : Quelle joie de vivre (Joy of living) de Tay Garnett : Chef d'orchestre
- 1938 : Adieu pour toujours (Always Goodbye) de Sidney Lanfield : vendeur de Bicyclette
- 1938 : Mariage incognito (Vivacious Lady) de George Stevens : le gérant d'appartements
- 1938 : Quatre au paradis (Four's a Crowd) de Michael Curtiz : Preston
- 1938 : Amanda (Carefree) de Mark Sandrich : Roland Hunter
- 1938 : La Vie en rose (Just Around the Corner) d'Irving Cummings : Waters
- 1938 : Fantômes en croisière (Topper Takes a Trip) de Norman Z. McLeod
- 1939 : Un ange en tournée (5th Avenue Girl) de Gregory La Cava : Higgins
- 1939 : Emporte mon cœur (Broadway Serenade) de Robert Z. Leonard : Gene
- 1940 : Mines de rien (The Bank Dick) d'Edward F. Cline : J. Pinkerton Snoopington
- 1940 : Le Gros Lot (Christmas in July) de Preston Sturges : Don Hartman
- 1940 : Hit Parade of 1941 de John H. Auer : Carter
- 1940 : Changeons de sexe (Turnabout) de Hal Roach
- 1940 : Chanson d'avril (Spring Parade) de Henry Koster
- 1941 : Where Did You Get That Girl? d'Arthur Lubin
- 1941 : La Belle Ensorceleuse (The Flame of New Orleans) de René Clair : Bellows
- 1941 : Les Voyages de Sullivan (Sullivan's Travels) de Preston Sturges : Mr Casalsis
- 1942 : Une femme cherche son destin (Now, Voyager) d'Irving Rapper - Mr Thomson
- 1942 : Madame et ses flirts (The Palm beach story) de Preston Sturges : l'agent immobilier
- 1942 : What's Cookin'? d'Edward F. Cline
- 1942 : À nous la marine (Call Out the Marines) de Frank Ryan et William Hamilton : Wilbur, le garçon de café
- 1942 : Obliging Young Lady de Richard Wallace : le professer Gibney
- 1943 : Le Cabaret des étoiles (Stage Door Canteen) de Frank Borzage : lui-même
- 1943 : Holy Matrimony de John M. Stahl : Duncan Farll
- 1943 : Two Weeks to Live de Malcolm St. Clair
- 1943 : Reveille with Beverly de Charles Barton
- 1944 : Héros d'occasion (Hail the Conquering Hero) de Preston Sturges : le président du Comité
- 1945 : Le Prix du bonheur  (You Came Along) de John Farrow
- 1946 : Le Retour à l'amour (Lover Come Back) de William A. Seiter
- 1946 : Two Guys from Milwaukee de David Butler
- 1947 : Oh quel mercredi ! (The Sin of Harold Diddlebock) de Preston Sturges : Formfit Franklin
- 1947 : Musique aux étoiles (Calendar Girl) d'Allan Dwan
- 1948 : Romance à Rio (Romance on the High Seas) de Michael Curtiz : Le commis d'hôtel
- 1949 : Il y a de l'amour dans l'air (My Dream Is Yours) de Michael Curtiz : le gestionnaire grincheux